# Verdi (Nevada)
Verdi è un census-designated place (CDP) degli Stati Uniti, situato nella Contea di Washoe nello stato del Nevada. Nel censimento del 2010 la popolazione era di 1.415 abitanti.
Prima del 2010, la comunità è stata elencata dal US Census Bureau nell'ambito del CDP Verdi-Mogul . Verdi confina con Verdi in California.

## Storia
Originariamente conosciuto come O'Neils Crossing, dal nome del costruttore che lì, nel 1860, realizzò un ponte.
La città venne poi chiamata Verdi, in onore di Giuseppe Verdi da Charles Crocker, fondatore della Central Pacific Railroad, che nel 1868 estrasse, da un cappello contenente varie alternative, il nome scritto su un foglio di carta.  Il nome viene pronunciato dalla popolazione locale come VUR-dye.

## Geografia fisica
Secondo i rilevamenti dell'United States Census Bureau, la località di Verdi si estende su una superficie di 9 km², dei quali 8,7 km² sono occupati da terre, mentre 0,3 km² sono occupati dalle acque.